# Dorothea Maetzel-Johannsen
Dorothea Maetzel-Johannsen (født 6. februar 1886 i Lensahn ; død 8. februar 1930 i Hamburg) var en tysk modernistisk maler.
Dorothea Maetzel-Johannsen var lærer i Slesvig indtil hun i 1910 blev gift med kunstneren Emil Maetzel. Som gift kunne hun ikke arbejde som lærer i det wilhelminske Tyskland.
Hun var efter 1. Verdenskrig med sin mand en af medstifterne af Hamburg Secession (de)
I 1921 flyttede Maetzel-Johannsen ind i sit eget atelier i Hamborg, en periode hvor hun også blev optaget af Neue Sachlichkeit, som begyndte at brede sig i Tyskland i midten af 1920'erne.
Hun døde 1930 efter en hjerteoperation.
| - Ægtemand, bolig, gravsten - Ægtemanden, kunstneren Emil Maetzel, 1877-1955 (de) - Ægteparret Maetzels bolig i Hamburg-Volksdorf - Gravsten på Friedhof Ohlsdorf, Hamburg |

| - Udvalg af værker af Dorothea Maetzel-Johannsen, efter år - Siddende kvinde (akt), 1913 - Tre piger ved vandet, 1918 - To kvinder, 1919 - Den syge pige, 1919 - Dreng med rød bold, 1919 |

| - Iris og kultkar, 1919 - Annemarie, 1920 - To piger med tulipaner, 1921 - Tagvindue, 1922 - Pige med ur, 1922 |

| - Syersken, 1923 - Interiør med to kvinder, 1925 - Pont Neuf Paris, 1925 - Sommerbuket, 1927 |